# Prix Bonardi
Le prix Bonardi, de la fondation du même nom,  est un ancien prix annuel de soutien à la création littéraire, créé en 1971 par l'Académie française et « destiné à venir en aide à des hommes de lettres dans le besoin ».

## Liste des lauréats
- 1981 : 
  - Maurice Courant[2] pour Ténébreuse lumière
  - Moulay Ali Skalli pour Regards
- 1983 : 
  - Vassilis Alexakis pour Talgo
  - Bernard Mathias pour Les concierges de Dieu[3]